# Diceoneo
Diceoneo fue un filósofo, geógrafo e historiador griego, nacido en Mesina (Sicilia) que vivió en el siglo IV a. C.. 
Discípulo de Aristóteles, modificó en sentido materialista la doctrina de su maestro, enseñando que el alma es una fuerza vital natural al cuerpo. 
Escribió varias obras que se han perdido, conociéndose únicamente algunos fragmentos de una geografía griega. 